# Laertevisão: Coisas que Não Esqueci
Laertevisão - coisas que não esqueci é uma coletânea de histórias em quadrinhos escritas e desenhadas por Laerte Coutinho e originalmente publicadas aos sábado no caderno "Ilustrada" do jornal Folha de S.Paulo. O livro, publicado pela editora Conrad, reúne HQs que retratam desde a infância até a adolescência da artista, tendo principalmente a televisão como fio condutor. O livro ganhou o Troféu HQ Mix de 2008 nas categorias "melhor edição especial nacional", "melhor projeto editorial" e "melhor projeto gráfico".